# Tam Quang (Quảng Nam)
Tam Quang is een xã in het district Núi Thành, een van de districten in de Vietnamese provincie Quảng Nam. Tam Quang heeft ruim 13.000 inwoners op een oppervlakte van 11,38 km².

## Geografie en topografie
Tam Quang ligt in het estuarium van de Trường Giang en de Tam Kỳ. In het oosten ligt de Zuid-Chinese Zee.